# Религия в Тувалу
Христианство является преобладающей религией в Тувалу (95 %), а кальвинизм — крупнейшей конфессией.
По данным переписи 2022 года, около 86 % населения принадлежали к Церкви Тувалу (Te Ekalesia Kelisiano Tuvalu, EKT) — государственной церкви Тувалу. Она имеет кальвинистскую ориентацию и конгрегационалистское устройство. Теологически Церковь Тувалу является частью Реформатской традиции.

Все Острова Тувалу имеют традиционных вождей (Алики), которые являются членами Церкви Тувалу. Большинство последователей других религий или конфессий находятся в столице Фунафути, за исключением относительно большой доли последователей веры Бахаи на острове Нанумеа.

## Религиозная принадлежность в процентах от населения
Крупнейшими религиозными группами в Тувалу являются:
- Христианство 97 %
  - Церковь Тувалу >91 %
  - Церковь Адвентистов седьмого дня 3 %
  - Brethren[англ.] 3 %
  - Свидетели Иеговы 3 %
  - Римско-Католическая церковь
- Бахаи — 2 %[1]

Церковь братьев Тувалу (Brethren), новая харизматическая протестантская группа имеет до пятисот приверженцев (4,6 % населения), но это не может быть подтверждено независимыми источниками. Поэтому приведенные выше проценты являются приблизительными.
Римско-католическую общину обслуживает миссия Sui iuris из Фунафути. В Тувалу также имеется небольшое число мусульман, баптистов, членов Церкви Иисуса Христа Святых последних дней   и атеистов. Мусульманская община ахмадие насчитывает около 50 членов в стране, что составляет 0,5 % населения.

## Религиозная свобода
Конституция Тувалу устанавливает свободу вероисповедания, хотя и допускает ограничение этой свободы другими законами. Он определяет Тувалу как «независимое государство, основанное на христианских принципах, верховенстве права и обычаях и традициях Тувалу».